# Henri Brocard
Vous lisez un « bon article » labellisé en 2012.
Pour les articles homonymes, voir Brocard.
Ne doit pas être confondu avec Henri Brocard (parfumeur).

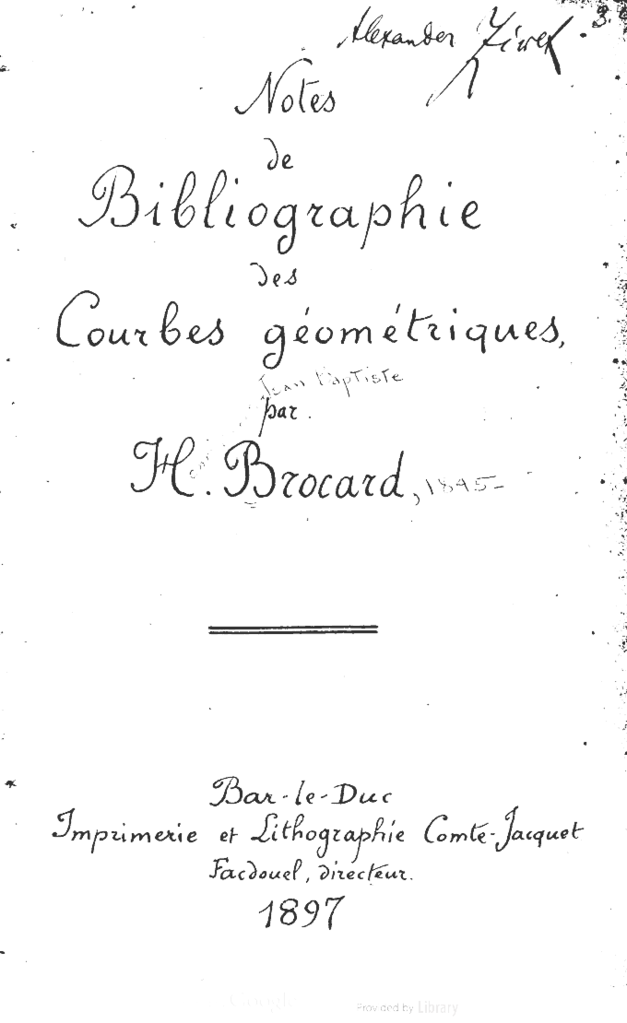
Frontispice du traité de géométrie de Brocard

Pierre-René-Jean-Baptiste-Henri Brocard est un mathématicien français né le 12 mai 1845 à Vignot (Meuse) et mort le 16 janvier 1922 à Kensington (Angleterre). Polytechnicien et officier, commandant du génie, il est surtout connu pour ses travaux sur la géométrie moderne du triangle avec Émile Lemoine et Joseph Neuberg dans les années 1870-1880.
On lui doit la construction du point, cercle, droite et angle de Brocard qui possèdent des propriétés particulières. Il s'est aussi intéressé à la météorologie, à la karstologie et à la spéléologie.
Il a été fait officier de la Légion d'honneur et a obtenu les palmes académiques,.

## Biographie
Pierre René Jean Baptiste Henri Brocard est né le 12 mai 1845 à Vignot, dans la Meuse, fils d'Élizabeth Auguste Liouville et de Jean Sebastien Brocard (Comptable des lits militaires à Strasbourg). Il suit ses études secondaires au lycée de Marseille (l'actuel lycée Thiers), puis à Strasbourg où il prépare le concours d'entrée à l'École polytechnique. Il est reçu en 1865 puis est admis en 1867 à l'École d'application de l'artillerie et du génie de Metz. Il en sort lieutenant du génie en 1869 et commence ses activités mathématiques en répondant à des questions posées dans les Nouvelles Annales de Mathématiques. Il poursuit ensuite une carrière militaire active dans cette arme, jusqu'en 1894, date de son départ à la retraite, avec le grade de Lieutenant colonel.
Au début de la guerre franco-prussienne de 1870, il est affecté dans une formation de 120 000 hommes commandée par le maréchal Mac-Mahon qui marche sur Metz pour libérer l'armée du maréchal Bazaine engagée sur le Rhin. Cette armée est défaite à la bataille de Sedan le 31 août et Henri Brocard compte au nombre des 83 000 prisonniers français.
Une fois libéré, il réintègre son corps d'origine tout en poursuivant son enseignement et en publiant des articles dans le journal mathématique le plus en vue de son époque, Nouvelles correspondances mathématiques (aussi appelé Nouvelles annales mathématiques),. Il rejoint la Société mathématique de France en 1873, un an après sa création. En 1875, il intègre l'Association française pour l'avancement des sciences ainsi que la Société météorologique de France. Peu après, il est envoyé en Afrique du Nord, où il sert comme technicien militaire pour les forces françaises stationnées à Alger. Il est probablement le cofondateur de l'Institut Météorologique d'Alger. Brocard s'est également rendu à Oran, prise par la France en 1831.
Lors de la session d'Alger, en 1881, de l'Association française pour l'avancement des sciences, Brocard présente un article de sa plume intitulé Études d'un nouveau cercle du plan du triangle. Il s'agit de son premier papier sur les points de Brocard, le cercle de Brocard et les figures de Brocard, qui portent tous son nom aujourd'hui.
Brocard revient en métropole française en 1884. Il travaille avec la Commission Météorologique à Montpellier avant de partir à Grenoble et enfin à Bar-le-Duc. Il prend sa retraite de l'armée française en 1910, en tant que lieutenant-colonel. Ses deux dernières publications majeures sont Notes de bibliographie des courbes géométriques (1897, 1899, publiée en deux tomes), et Courbes géométriques remarquables (1920, 1967 à titre posthume, aussi en deux tomes). Courbes géométriques remarquables a été écrite en collaboration avec T. Lemoyne.
Il passe les dernières années de sa vie à Bar-le-Duc. On lui propose la présidence de la Société des lettres, sciences et arts de Bar-le-Duc, dont il fut pendant longtemps membre et correspondant de plusieurs académies étrangères, mais il refuse. Il meurt le 16 janvier 1922 durant un voyage dans le district londonien de Kensington.
Brocard a participé au congrès international des mathématiciens à Zurich en 1897, à Paris en 1900, à Heidelberg en 1904, à Rome en 1908, à Cambridge en 1912 et à Strasbourg en 1920.

## Contributions

### Triangle, cercle et points de Brocard

Représentation du point de Brocard.

Le triangle, le cercle et les points de Brocard constituent la contribution la plus importante d'Henri Brocard aux mathématiques. Le premier point de Brocard d'un triangle dans le plan euclidien est le point intérieur du triangle pour lequel sont égaux les trois angles formés par deux sommets et le point. Leur valeur commune est appelée angle de Brocard du triangle. Le cercle de Brocard du triangle est le cercle ayant pour diamètre le segment joignant le centre du cercle circonscrit et le point de Lemoine. Ce cercle contient les points de Brocard. Le triangle de Brocard d'un triangle est le triangle dont les sommets sont les points d'intersection d'une droite joignant un sommet et un point de Brocard (en considérant les diverses combinaisons possibles, on obtient trois points). Le triangle de Brocard est inscrit dans le cercle de Brocard.

### Autres contributions en mathématiques
Brocard a publié plusieurs autres articles de mathématiques lorsqu'il habitait Bar-le-Duc, aucun d'entre eux ne devenant aussi connus que Études d'un nouveau cercle du plan du triangle.
Brocard a aussi posé un problème en théorie des nombres, encore irrésolu aujourd'hui, dans deux articles en 1876 et 1885. Celui-ci consiste en la résolution de l'équation diophantienne« {\displaystyle n!+1=m^{2}} » dans l'ensemble des entiers naturels. Ce problème est nommé problème de Brocard.
Dans son article Analyse d'autographes et autres écrits de Girard Desargues, il est le premier à faire l'hypothèse que le titre mystérieux d'un article de Girard Desargues, DALG, signifie « Des Argues, Lyonnais, Géometre », ce qui est désormais le titre généralement admis.

### Météorologie
Bien que Brocard ne fît aucune découverte majeure en météorologie, il a fondé l'Institut Météorologique d'Alger et a servi comme technicien météorologiste durant ses années dans l'armée française. Il a également publié divers papiers de météorologie,.

### Spéléologie
Dans le domaine de la spéléologie, il reprend les observations faites en 1852 par Nicolas-Amand Buvignier (°1808 - †1880), les complète par les résultats d'une enquête lancée auprès des correspondants de la commission de météorologie de la Meuse, des instituteurs et agents des services forestiers, et publie en 1896 le premier inventaire des phénomènes karstiques du département,.

## Décorations
- Médaille coloniale, agrafe Algérie
- Chevalier de l'ordre des Palmes académiques
- Officier de la Légion d'honneur (29 décembre 1900)

## Œuvres
- Henri Brocard, Étude d'un nouveau cercle du plan du triangle, Association française pour l'avancement des sciences, 10e session (Alger), 1881, p. 138.
- Henri Brocard, Nouvelles propriétés du triangle, Association française pour l'avancement des sciences, 12e session (Rouen), 1883, p. 188.
- Henri Brocard, Notes de bibliographie des courbes géométriques, t. 1, Bar-le-Duc, impr. et lith. Comte-Jacquet, 1897 (lire en ligne)
- Henri Brocard, Notes de bibliographie des courbes géométriques, t. 2, Bar-le-Duc, impr. et lith. Comte-Jacquet, 1899 (lire en ligne)
- Henri Brocard et T. Lemoyne, Courbes géométriques remarquables (courbes spéciales) planes et gauches, Paris, éd. Vuibert, 1919 (lire en ligne) réédition 1967
- (fr) Brocard, H. (1896) - « La spéléologie de la Meuse », Spelunca, 1re série no 5, Société de spéléologie, Paris, p. 14-27